# Ottoi Călin
Ottoi Călin (n. martie 1886, Iași, România – d. 1 aprilie 1917, Iași, România) a fost un medic și jurnalist român de origine evreiască, precum și militant socialist. 

## Biografie
Călin s-a născut într-o familie de evrei săraci din Iași. 
În timpul studenției s-a asociat cu alți tineri socialiști, cum ar fi Leon Ghelerter și Max Wexler. Ulterior, a început să publice texte cu caracter socialist în ziarul Viitorul Social. În anul 1910, a fost unul dintre fondatorii Partidului Social Democrat Român. 
În anul 1911, susținut de alți colegi de partid, Călin s-a dus în străinătate pentru a-și continua studiile din domeniul medical. A stat mai întâi în Berlin, apoi la Paris. Acolo și-a consolidat relațiile cu alți socialiști români, cum ar fi Cristian Racovski, Ioan Sion sau Barbu Lăzăreanu. A îmbrățișat ideile lui Jean Jaurès, devenind un pacifist. 
Când s-a întors în România, Călin a început să profeseze ca medic, continuându-și și activitatea jurnalistică ca militant socialist. A fost de asemenea unul dintre membrii comitetului executiv al PSDR. 
În a doua parte a anului 1916, din cauza intrării României în război, Călin a fost trimis pe front ca medic militar. A decedat din cauza tifosului. La înmormântarea sa (16 aprilie 1917), au fost prezenți peste 1,000 de oameni, atât socialiști, cât și muncitori.
Un parc din București îi poartă numele.